# Georg I. (Brieg)
Georg I. von Brieg (auch Georg I. von Liegnitz und Brieg; * 1481/1483; † 1521) war Herzog von Liegnitz und Brieg. Er entstammte dem Liegnitzer Zweig der Schlesischen Piasten.

## Leben
Seine Eltern waren Herzog Friedrich I. († 1488) und Ludmilla († 1503), eine Tochter des böhmischen Königs Georg von Podiebrad. 
Nach dem frühen Tod ihres Vaters wuchsen Georg und seine älteren Brüder Johann II. und Friedrich II. unter der Vormundschaft ihrer Mutter auf, die die Regentschaft bis 1499 ausübte. Da der älteste Bruder Johann bereits 1495 starb, übernahm ab 1499 der zweitgeborene Friedrich II. die Verwaltung der ererbten Gebiete. Nachdem Georg 1505 die Volljährigkeit erlangte, regierte er selbständig den Brieger Anteil, zu dem auch Lüben gehörte, während Friedrich II. das Herzogtum Liegnitz behielt. 
1516 vermählte sich Georg mit Anna († 1550), einer Tochter des Herzogs Bogislaw X. von Pommern. Da die Ehe kinderlos blieb, erbte Georgs Bruder Friedrich II. das Herzogtum Brieg, das er wiederum mit Liegnitz vereinte. Georgs Witwe Anna von Pommern erhielt als Leibgedinge Lüben, das sie bis zu ihrem Tod im Jahre 1550 behielt.